# Doigravanje za prvaka Federacije BiH u nogometu 2000.
Nakon odigravanja doigravanja za prvaka BiH 1998. godine u kojem su sudjelovali klubovi s područja NS BiH (klubovi na bošnjačkom području) i Herceg-Bosne, za 1999. godinu je doigravanje otkazano, te se ponovno igralo 2000. godine između predstavnika Prve lige NS BiH i Prve lige Herceg-Bosne. NS BiH i NS Herceg-Bosne su se organizacijski spojili u novi Nogometni savez Bosne i Hercegovine, te su od sezone 2000./01. počeli organizirati zajednička natjecanja. 

U doigravanju je sudjelovalo osam klubova, a prvak je postao Brotnjo iz Čitluka koji je ostvario i plasman u kvalifikacije Lige prvaka, a doprvak u Kup UEFA. 
 Također je bio organizirano doigravanje i plasman u Intertoto kup. 

Kako klubovi iz Republike Srpske nisu sudjelovali, ovo je bilo doigravanje za prvaka Federacije BiH.

## Sudionici
| Prva liga NS BiH 1. Jedinstvo Bihać 2. Željezničar Sarajevo 3. Sarajevo 4. Rudar Kakanj 5. Budućnost Banovići | Prva liga Herceg-Bosne 1. Posušje 2. Brotnjo Čitluk 3. Široki Brijeg |

## Ljestvice i rezultati
| mj. | klub          | ut. | pob. | ner. | por. | gol+ | gol- | bod |
| --- | ------------- | --- | ---- | ---- | ---- | ---- | ---- | --- |
| 1.  | Budućnost     | 6   | 4    | 0    | 2    | 10   | 7    | 12  |
| 2.  | Široki Brijeg | 6   | 4    | 0    | 2    | 8    | 7    | 12  |
| 3.  | Posušje       | 6   | 2    | 1    | 3    | 8    | 8    | 7   |
| 4.  | Željezničar   | 6   | 1    | 1    | 4    | 4    | 8    | 4   |

| mj. | klub      | ut. | pob. | ner. | por. | gol+ | gol- | bod |
| --- | --------- | --- | ---- | ---- | ---- | ---- | ---- | --- |
| 1.  | Brotnjo   | 6   | 4    | 0    | 2    | 12   | 7    | 12  |
| 2.  | Jedinstvo | 6   | 4    | 0    | 2    | 10   | 6    | 12  |
| 3.  | Sarajevo  | 6   | 4    | 0    | 2    | 14   | 6    | 12  |
| 4.  | Rudar     | 6   | 0    | 0    | 6    | 2    | 19   | 0   |

### Završnica
| Budućnost                         | – | Brotnjo | 1:1 | 0:0 |
|                                   |   |         |     |     |
| Brotnjo prvak zbog gola u gostima |   |         |     |     |

## Doigravanje za Intertoto kup

### Sudionici
| Prva liga NS BiH 6. Đerzelez Zenica | Prva liga Herceg Bosne 6. Zrinjski Mostar |

### Rezultati
| Đerzelez |  | – |  | Zrinjski |  | 1:1, 0:0 |  |  |  |